# (37757) 1997 EG26
1997 EG26 (asteroide 37757) é um asteroide da cintura principal. Possui uma excentricidade de 0.10561950 e uma inclinação de 12.06831º.
Este asteroide foi descoberto no dia 4 de março de 1997 por Spacewatch em Kitt Peak.